# NGC 3241
NGC 3241 é uma galáxia espiral barrada (SBab) localizada na direcção da constelação de Antlia. Possui uma declinação de -32° 29' 00" e uma ascensão recta de 10 horas, 24 minutos e 17,0 segundos.
A galáxia NGC 3241 foi descoberta em 16 de Fevereiro de 1836 por John Herschel.